# Cicle de Krebs invers

El cicle de l'àcid cítric invers

El cicle de Krebs invers (també conegut com el cicle de l'àcid cítric invers) 
és una seqüència de reaccions químiques que fan servir alguns bacteris per produir compostos orgànics a partir del diòxid de carboni i l'aigua.
La reacció del cicle de l'àcid cítric o cicle de Krebs pot anar en sentit invers: Mentre en el cicle de Krebs s'agafa molècules complexes de carboni en forma de sucres i s'oxiden a CO₂ i aigua, el cicle invers pren CO₂ i aigua per fer compostos de carboni.
Aquest procés el fan servir alguns bacteris per sintetitzar compostos de carboni fen servir hidrogen, sulfit o tiosulfat com donadors d'electrons. Aquest procés pot ser vist com a alternatiu al molt més comú de la fotosíntesi en la producció de molècules orgàniques.
Es creu que aquest procés metabòlic podria haver existit en les condicions anteriors a la vida de la Terra i és d'interès en l'estudi de l'origen de la vida. S'ha observat que alguns dels seus passos poden ser catalitzats per minerals.